# Трипръстка
Африканска трипръстка, същинска трипръстка или просто трипръстка (Turnix sylvaticus), е вид птица от семейство Трипръсткови (Turnicidae).

## Разпространение
Видът е разпространен от южна Испания и Африка през Индия и тропическа Азия до Индонезия.